# Іссей Саґава
Іссей Саґава (яп. 佐川一政, Sagawa Issei) — вбивця-людожер та некрофіл, який убив і з'їв свою однокурсницю Рене Гартевелт.

## Перед вбивством
Відповідно до запису в мережевій бібліотеці злочинів, у книзі Мойри Мартингейл (en: Moira Martingale) «Вбивці-людожери» говориться, що Іссей Саґава був прекрасним студентом, якого вабило до європейських жінок високого зросту. Навчаючись у паризькому університеті Сорбонна на курсі англійської літератури, він захопився німецькою викладачкою. Одного разу він зізнався англійському репортерові Пітеру Мак-Ґіллу, що його не покидала думка, чи зможе він її з'їсти.

## Вбивство
Іссей Саґава потрапив у французьку в'язницю за вбивство в паризькому університеті Сорбонна своєї співкурсниці, Рене Гартевелт з Нідерландів. 1 червня 1981 року Саґава вивчав англійську літературу. Він запросив дівчину на обід нібито на літературну бесіду. Удома він вбив її пострілом в шию з малокаліберної гвинтівки, а потім втілив в життя свій план. Його вибір зупинився на ній через її красу і здоров'я, на тому, що, на його думку, було відсутнє у нього самого. Себе в інтерв'ю він характеризував «маленьким, потворним і слабким» і стверджував, що розраховував «поглинути її енергію».
Він сказав, що впав у непритомність, коли застрелив її, але отямився і вирішив, що повинен втілити своє бажання її з'їсти. Він почав з її стегон. В інтерв'ю він зазначив, як його вразив колір людського жиру. Протягом двох днів Саґава поїдав різні частини її тіла. За його описом, м'ясо було «м'яким» і «без запаху», як тунець. Через два дні він кинув понівечене тіло в парку, але його при цьому помітили. Через п'ять днів він був заарештований французькою поліцією. Коли його батько дізнався про злочин свого сина, його схопив інсульт, частково паралізував його і позбавив мови. Проте французькі психіатри дали висновок про його неосудність і непридатність для суду. Внаслідок цього він був депортований до Японії, де був поміщений в психіатричну клініку. Однак при депортації не було обумовлено, як довго Саґава повинен там залишатися. П'ятнадцять місяців потому Саґава виписався з клініки й з того часу перебував на волі. Представники влади підозрювали, що багатий і впливовий батько Іссей, швидше за все, причетний до швидкого звільнення сина.

## На волі в Японії
З того часу Саґава проживав в Токіо і користувався там певною популярністю. Його часто запрошували на бесіди та консультації, він писав ресторанні огляди, а в 1992 році він знімався у фільмі Хісаясу Сато «Спальня» («Sisenjiyou no Aria») у ролі споглядальника садо-сексуальних сцен. Він зізнавався, що його досі долають людожерські фантазії, але стверджував, що ніколи не бажає їх знову втілити. Батьки Саґави померли у 2005 році. В останні роки лікарі заборонили йому їсти м'ясо через діабет, від якого він майже втратив зір.
Крім книг про вбивство, Саґава написав репортаж «Сакакибара» (Сьонен А) (1997) про серійного вбивцю дітей у місті Хьоґо в 1997 році, коли 14-річний Сакакибара убив й обезголовив дитину. За мотивами історії Саґави були написані пісні «La Folie» рок-групи Stranglers (1981) і «Too Much Blood» рок-групи Rolling Stones (1983). А у 2007 році голландський блек / дроун-проєкт «Gnaw Their Tongues» присвятив йому мініальбом «Issei Sagawa», в тому ж році вийшла передача «Канібал Суперзірка» від телеканалу Viasat Explorer.